# Julija Nieściarenka
Julija Nieściarenka, biał. Юлія Несьцярэнка, ros. Юлия Нестеренко (ur. 15 czerwca 1979 w Brześciu) – białoruska lekkoatletka, sprinterka.
Brązowa medalistka Halowych Mistrzostw Świata w Budapeszcie 2004 na 60 m.
Podczas Letnich Igrzysk Olimpijskich w Atenach 2004 zdobyła złoty medal w biegu na 100 m z wynikiem 10,93, jako pierwsza sprinterka spoza USA od igrzysk olimpijskich w Moskwie 1980. Wszystkie cztery biegi podczas igrzysk olimpijskich przebiegła poniżej 11 sekund.
Podczas Mistrzostw Świata w Helsinkach 2005 zdobyła brązowy medal w sztafecie 4 × 100 m; była także finalistką biegu na 100 m (8 miejsce).

## Osiągnięcia sportowe

### Igrzyska olimpijskie
| Miejsce | Dzień       | Rok  | Miejscowość | Konkurencja        | Czas biegu | Strata   | Zwycięzca         |
| ------- | ----------- | ---- | ----------- | ------------------ | ---------- | -------- | ----------------- |
| 1.      | 21 sierpnia | 2004 | Ateny       | bieg na 100 m      | 10,93 s    | -        | -                 |
| 5.      | 27 sierpnia | 2004 | Ateny       | sztafeta 4 x 100 m | 42,94 s    | + 1,21 s | Jamajka           |
| 10.     | 17 sierpnia | 2008 | Pekin       | bieg na 100 m      | 11,26 s    | -        | Shelly-Ann Fraser |
| 8.      | 21 sierpnia | 2008 | Pekin       | sztafeta 4 x 100 m | 43,69 s    | -        | Belgia            |

### Mistrzostwa świata
| Miejsce | Dzień       | Rok  | Miejscowość | Konkurencja        | Czas biegu | Strata   | Zwycięzca         |
| ------- | ----------- | ---- | ----------- | ------------------ | ---------- | -------- | ----------------- |
| 7.      | 30 sierpnia | 2003 | Paryż       | sztafeta 4 x 100 m | 43,47 s    | + 1,69 s | Francja           |
| 8.      | 8 sierpnia  | 2005 | Helsinki    | bieg na 100 m      | 11,13 s    | + 0,20 s | Lauryn Williams   |
| 3.      | 13 sierpnia | 2005 | Helsinki    | sztafeta 4 x 100 m | 42,56 s    | + 0,78 s | Stany Zjednoczone |
| 13.     | 22 sierpnia | 2009 | Berlin      | sztafeta 4 x 100 m | 44,12 s    | -        | Jamajka           |

### Mistrzostwa Europy
| Miejsce | Dzień       | Rok  | Miejscowość | Konkurencja        | Czas biegu | Strata   | Zwycięzca      |
| ------- | ----------- | ---- | ----------- | ------------------ | ---------- | -------- | -------------- |
| 9.      | 7 sierpnia  | 2002 | Monachium   | bieg na 100 m      | 11,44 s    | -        | Ekaterini Tanu |
| 8.      | 11 sierpnia | 2002 | Monachium   | sztafeta 4 x 100 m | 44,34 s    | + 1,88 s | Francja        |
| 6.      | 9 sierpnia  | 2006 | Göteborg    | bieg na 100 m      | 11,34 s    | + 0,28 s | Kim Gevaert    |
| 3.      | 13 sierpnia | 2006 | Göteborg    | sztafeta 4 x 100 m | 43,61 s    | + 0,90 s | Rosja          |
| 4.      | 1 sierpnia  | 2010 | Barcelona   | sztafeta 4 x 100 m | 43,18 s    | + 0,89 s | Ukraina        |

### Najlepszy wynik w sezonie

#### 100 m
| Rok  | Wiek    | Wynik | Miejsce  | Data        | Wynik na świecie |
| ---- | ------- | ----- | -------- | ----------- | ---------------- |
| 2002 | 23 lata | 11,29 | Brześć   | 4 czerwca   | 43               |
| 2003 | 24 lata | 11,45 | Mińsk    | 3 czerwca   | 114              |
| 2004 | 25 lat  | 10,92 | Ateny    | 21 sierpnia | 3                |
| 2005 | 26 lat  | 11,08 | Zurych   | 19 sierpnia | 13               |
| 2006 | 27 lat  | 11,28 | Göteborg | 9 sierpnia  | 49               |
| 2008 | 29 lat  | 11,14 | Pekin    | 16 sierpnia | 32               |